# Croix des Carmes
Pour les articles homonymes, voir Carmes.
La Croix des Carmes est un monument commémoratif de la Première Guerre mondiale situé sur le territoire de la commune de Montauville, dans le département de Meurthe-et-Moselle, près de Pont-à-Mousson, en France.
La Croix des Carmes fut l'un des secteurs où se déroulèrent les Combats du Bois-le-Prêtre en Lorraine.

## Lieu de combats pendant la Première Guerre mondiale
Située jusqu'au 7 juin 1915 dans les lignes, ce lieu est, pendant la Première Guerre mondiale, le théâtre d'affrontements acharnés de part et d'autre d'une croix en bois, appelée croix des Carmes. Tenue par les Allemands, la croix tombe aux mains des Français qui la déplacent dans la Nécropole nationale du Pétant pour la protéger. L'emplacement de la Croix des Carmes retombe aux mains des Allemands un mois plus tard, le 4 juillet 1915, et le front se fixe alors pour trois ans dans ce secteur.

## Monument commémoratif

### Historique
La Croix des Carmes, au départ simple croix de bois, devint l'un des symboles des sanglants combats du Bois-le-Prêtre. Peu après la guerre, à quelques mètres près, elle regagne son lieu d'origine et est enchâssée dans le monument en pierre commémorant cette bataille. Celui-ci est inauguré le 23 septembre 1923 en présence de Raymond Poincaré, qui a été président de la République française pendant la guerre (et jusqu'en 1920).
Sont également présents à l'inauguration le général Charles de Lardemelle, qui commande le 6e corps d'armée dont la région dépend ; Émile Reuter, président du Conseil des ministres du Luxembourg ; Hippolyte-Marie de La Celle, évêque de Nancy-Toul ; André Magre, préfet de la Meurthe-et-Moselle ; Louis Marin, vice-président de la Chambre des députés.
Des vestiges des combats restent visibles sur le site : tranchées, cagnas, parapets de tir, rouleaux de fil de fer barbelé, chevaux de frise...

### Caractéristiques
Le monument est sculpté par Émile Just Bachelet, avec la participation de Victor Prouvé. Il est constitué d'une grande croix dont chacune des branches transversales est soutenu par un Poilu, l'un étant habillé en uniforme du début de la guerre, et l'autre en uniforme de la fin de la guerre. Une maquette en plâtre du monument est conservée au Musée de l'École de Nancy. La croix originelle en bois est insérée dans la maçonnerie.
Cette sculpture constitue pour l'IGN un point géodésique d'ordre 5 dans le réseau NTF.

### Postérité
L'inauguration du monument en 1923 par Poincaré est représentée par Jacques Gruber en 1924 sur un vitrail de l'église Saint-Gorgon de Fey-en-Haye, à quelques kilomètres de là. Ce vitrail est classé monument historique depuis le 5 septembre 1984.

## Monument au356erégimentd'infanterie
À quelques pas de la Croix des carmes, a été érigé un monument à la mémoire du 356e régiment d'infanterie. Ce monument marque l'avance extrême des troupes françaises dans ce secteur. Tous les ans, en septembre, la cérémonie dite « de la gerbe de blé » rend hommage au poilu et sculpteur Gaston Deblaize et à ses camarades du 356e RI qui ont combattu dans le bois des veuves.